# Stagonospora gigaspora
Stagonospora gigaspora is een schimmel behorend tot de familie Phaeosphaeriaceae. Het is onder meer bekend van stengels van rietgras (Phalaris arundinacea).

## Determinatie
De pycnidiën zijn kleine structuren tot 0,2 mm in diameter, met een centraal opening (ostiole), zwart van kleur en diep ingebed in het substraat. De conidiën, spore-vormige voortplantingsstructuren meten 58–84 × 10–14 micrometer, glad, zes–negen septen, lichtjes ingesnoerd bij de septen, recht of licht gebogen, helder van kleur, en bevatten druppels.